# Le Signe des trois
Le Signe des trois (The Sign of Three) est le deuxième épisode de la troisième saison de la série télévisée Sherlock diffusé pour la première fois sur BBC One et BBC One HD le 5 janvier 2014. L'épisode se déroule durant le mariage de John Watson avec Mary Morstan, avec de nombreux flashbacks.

## Résumé
John Watson et Mary Morstan se marient. Lors du banquet, Sherlock Holmes, choisi comme témoin par John Watson, se lève pour un discours, mais il hésite et semble ne pas savoir quoi dire. Des flashbacks montrent qu'il a eu des difficultés à mettre au point un discours. Dans l'assemblée se trouvent Lestrade, Molly, Tom, et Mme Hudson, de même que le major Sholto, l'ancien officier supérieur de John. Ce dernier est ravi que Sholto, qui n'avait pas envoyé de réponse à son invitation, soit venu. On apprend que Sholto, qui fait l'objet de nombreuses critiques des médias et reçoit des menaces de mort à la suite de la perte d'une unité de nouvelles recrues en Afghanistan, vit en reclus.
Sherlock se saisit de ses notes et, pour montrer les mérites de John, commence à raconter l'histoire d'une tentative de meurtre récente sur laquelle il a enquêté avec lui, « la Sentinelle sanglante » : un Grenadier de la garde a été trouvé inconscient dans la douche de sa caserne, blessé par arme blanche, mais l'arme n'a pu être trouvée, et il n'y avait aucune issue par laquelle l'assaillant pût s'échapper. Ce grenadier avait requis les services de Sherlock car il se sentait espionné. Sherlock admet à regret qu'il n'a pas pu résoudre l'affaire, mais met en avant qu'alors que tous s'interrogeaient sur le mystère de la disparition de l'arme, John a été le seul à avoir la présence d'esprit de sauver le grenadier.
Sherlock oriente alors son récit vers un autre cas, « l'Homme éphémère » : une femme qui travaille comme infirmière particulière, découvre, plusieurs jours après être sortie dîner avec un homme qu'elle a raccompagné dans son appartement, que l'appartement est vide et que son occupant était mort des semaines auparavant. Sherlock et Watson visitent l'appartement mais, ivres parce qu'ils célébraient l'enterrement de vie de garçon de Watson, ne parviennent pas à y trouver des indices. Une chose est étrange : la femme connait le second prénom de John. Plus tard, Sherlock discute en ligne avec plusieurs autres Londoniennes qui ont vécu une semblable aventure, mais ne parvient pas à trouver un lien entre elles. Il conclut dans son discours que l'homme en question doit être une personne lassée du mariage. Il a dû utiliser des déguisements et reçu ces femmes dans les appartements d'hommes récemment décédés, dont il a trouvé les noms dans les nécrologies de journaux.
Au moment du toast, Sherlock se fige, comprenant tout à coup. Sachant que Watson n'utilise jamais son second prénom, il est évident que la femme doit l'avoir lu dans un document très spécifique, en fait, dans l'invitation au mariage, dont l'un des destinataires était le Major Sholto. Sherlock en conclut que toutes les femmes contactées travaillaient pour Sholto et étaient tenues au secret, en l'occurrence sa jardinière, sa garde du corps, son infirmière particulière... Quelqu'un essaie donc d'entrer en contact avec ses familiers afin de l'attaquer, et la célébration du mariage est l'occasion idéale.
Sherlock glisse une note à Sholto qui retourne à sa chambre d'hôtel pour se saisir d'un pistolet afin de se défendre. Cependant, Sherlock déduit finalement que le crime contre la sentinelle pourrait être lié, et observe que l'élément commun est le port d'un uniforme militaire. Puisque le grenadier s'est effondré sous la douche, il doit avoir été poignardé auparavant par une lame très fine, mais la ceinture très serrée de l'uniforme militaire faisant office de garrot, les dégâts n'apparaîtraient qu'une fois la ceinture desserrée. Ils envoient Sholto à l'hôpital et arrêtent le photographe du mariage, qui s'avère avoir l'intention de tuer Sholto, son frère étant un des soldats qui ont péri.
Ensuite, le soleil s'étant couché, la partie dansante du mariage commence. Sherlock révèle à John et Mary trois signes qu'il a observés, d'où il déduit qu'elle est enceinte, puis, incapable de trouver une cavalière, il quitte la réception, seul dans la nuit.

## Influences
Cet épisode est partiellement inspiré du roman "Le Signe des quatre". On y retrouve notamment le personnage de Sholto, ciblé par vengeance dans l'oeuvre originale et dans l'épisode. C'est également dans ce roman qu'apparaît le personnage de Mary Morstan.
Parmi les aventures relatées par Sherlock au cours de son discours au mariage, l'empoisonneur géant, qui se révèle être un nain armé d'une sarbacane, est une référence au personnage de Touga, toujours dans Le Signe des Quatre.

## Production

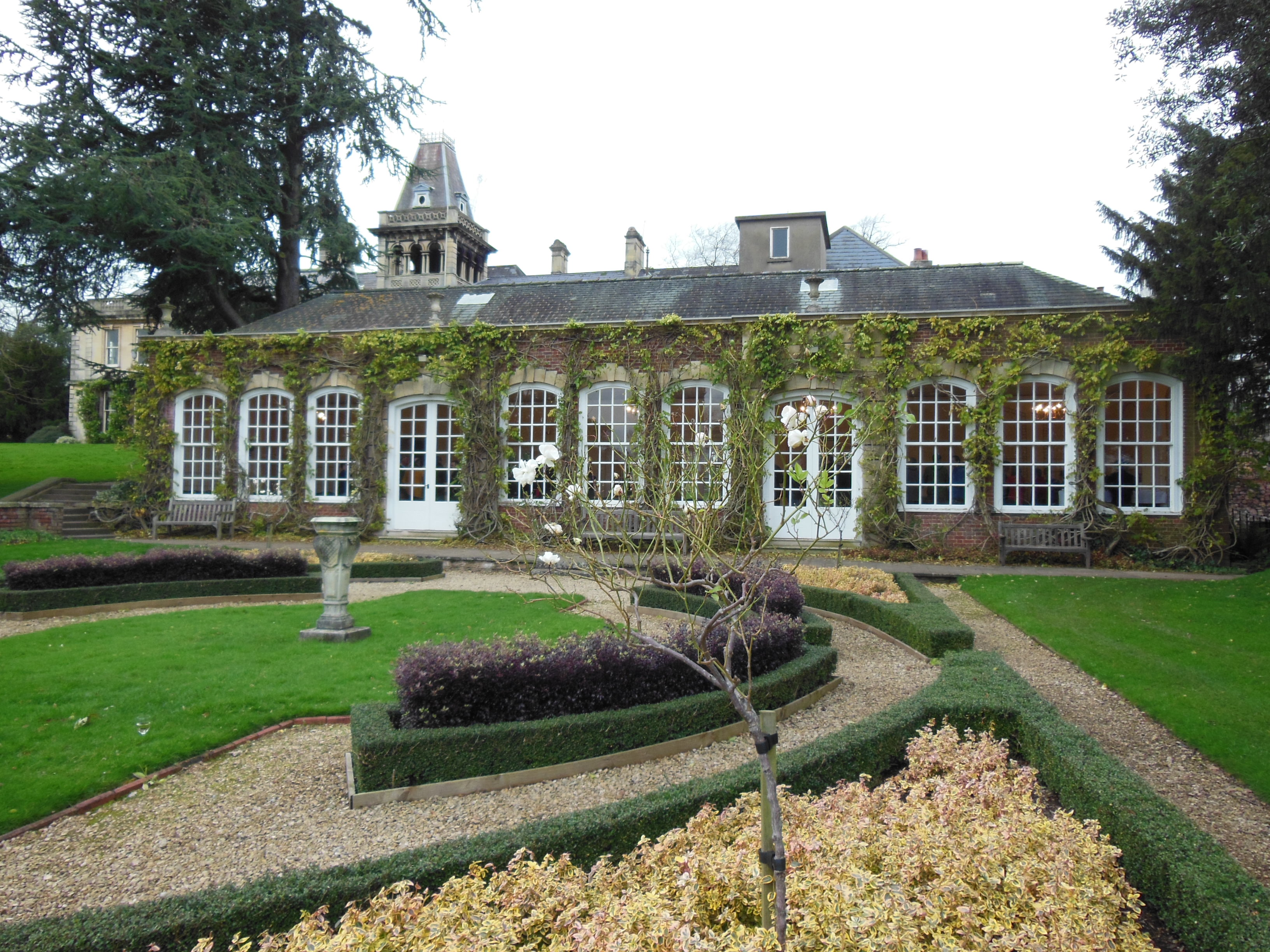
L'Orangerie, lieu de tournage de la réception du mariage de Mary et John

## Accueil

### Audiences
L'audience a été très bonne en Angleterre bien qu'un peu en dessous du premier épisode. The Sign of Three récolte environ 8,3 millions de téléspectateurs contre 9,2 pour The Empty Hearse.
En France, l'épisode, diffusé le 10 avril 2014, a été suivi par 1,0 million de téléspectateurs soit 4.2 % de parts de marché sur France 4.